# Adamorobe (znakovni jezik)
Adamorobe (adamorobski znakovni jezik; ISO 639-3: ads), znakovni jezik gluhih osoba u Gani kojim se (2003) sporazumijevalo 3 400 osoba, uključujući i one koji čuju. Upotrebljava se u selu Adamorobe koje je naseljeno već nekih 200 godina. Većina govornika nema kontakta s osobama koje se sporazumijevaju ganskim znakovnim jezikom [gse].

## Vanjske poveznice
- Ethnologue (14th)
- Ethnologue (15th)